# 세팔로스포린

고전적인 세팔로스포린의 구조

세팔로스포린(cephalosporin)은 과거 세팔로스포리움(Cephalosporium)라는 이름으로 불렸던 아크레모니움(Acremonium) 진균에서 추출된 베타-락탐계열 항생제이다.
세파마이신과 함께 이들은 세펨이라는 이름의 베타-락탐계열 항생제의 하부 그룹을 구성한다. 세팔로스포린은 1945년 발견되었으며 1964년 처음 판매가 시작되었다.

## 종류
세팔로스포린은 그 항균 활성에 따라 '세대'로 분류되는 경우가 많다. 세대가 올라갈수록 그람 음성균, 혐기성 세균에 대한 활성이 커지고 활성 스펙트럼이 넓어지지만, 그와 반대로 그람 양성균에 대한 효과는 적어지는 경향이 있다.
- 1세대 세팔로스포린: 세팔로틴, 세파졸린, 세팔렉신, 세프라딘, 세파드록실 등
- 2세대 세팔로스포린: 세폭시틴, 세푸록심, 세파클러, 세프프로질, 세프메타졸 등. 세파마이신 계열을 2세대 세팔로스포린에 포함하기도 한다.
- 3세대 세팔로스포린: 세프타지딤, 세프트리악손, 세포탁심, 세픽심, 세프포독심, 세포페라존 등
- 4세대 세팔로스포린: 세페핌, 세프피롬, 세포조프란
- 5세대 세팔로스포린: 세프토비프롤, 세프라롤린 포사밀

## 발견
세팔로스포린 C를 양산하였던 호기성 곰팡이가 1945년 7월 이탈리아의 약리학자 Giuseppe Brotzu에 의해 칼리아리 주변 바다에서 발견되었다.